# Complexo de ataque à membrana

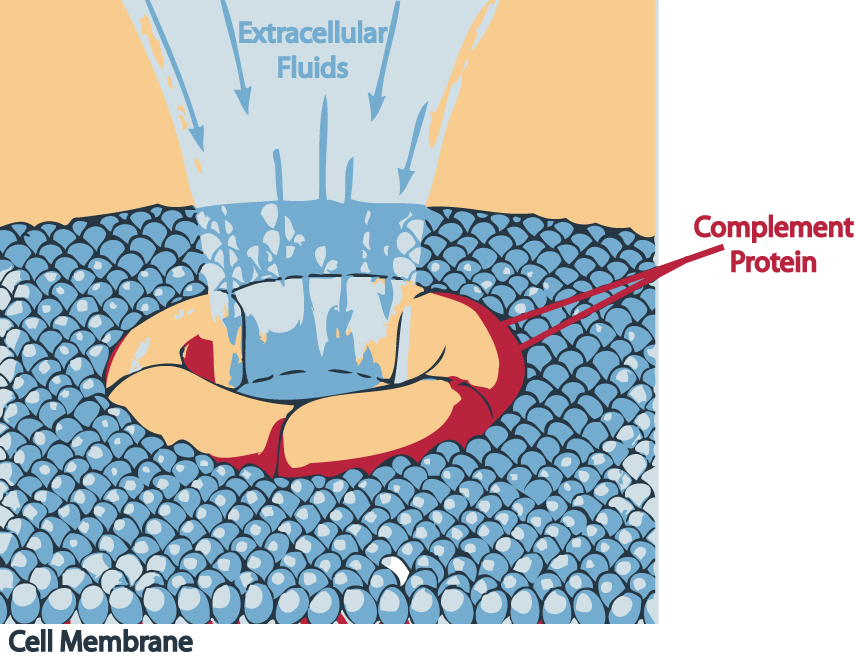
Complexo de ataque à membrana ligado à uma célula de patógeno.

O complexo de ataque à membrana (MAC) ou complexo terminal do complemento (TCC) é uma estrutura tipicamente formada na superfície de bactérias como resultado da ativação das vias clássica, das lectinas ou alternativa do complemento pelo hospedeiro e é uma das proteínas efetoras do sistema imune. O complexo de ataque à membrana (MAC) forma canais transmembrana. Esses canais rompem a bicamada fosfolipídica das células alvo, levando à lise e morte celular.
Múltiplas proteínas participam na formação do MAC. A C5b recém-ativada liga-se a C6 formamndo o complexo C5b-6, então a C7 formando o complexo C5b-6-7. O complexo C5b-6-7 liga-se então a C8, que é composto de três cadeias (alfa, beta, e gama), formando, logo, o complexo C5b-6-7-8. C5b-6-7-8 se liga subsequentemente a C9 e age como um catalisador na polimerização de C9.
O MAC tem a seguinte composição: C5b-C6-C7-C8-C9{n}.

## Função e estrutura
Ele é composto de 4 proteínas do complemento (C5b, C6, C7, C8) que se ligam à superfície externa da membrana plasmática, e diversas cópias de uma quinta proteína (C9) que se engancham formando um anel na membrana. As proteínas de C6 a C9 todas contém um domínio MACPF em comum. Essa região é homóloga à citolisinas dependentes de colesterol de bactérias Gram-positivas.
A estrutura em anel formada por C9 é um poro na membrana que permite a difusão livre de moléculas para dentro e para fora. Se poros suficientes forem formados, a célula morre. 

## Iniciação: C5-C7

Complexo de ataque à membrana

O complexo de ataque a membrana é iniciado quando a proteína do complemento C5 convertase cliva C5 em C5a e C5b.
Outra proteína do complemento, C6, liga-se a C5b.
O complexo C5bC6 se liga, então, a C7.
Essa junção altera a configuração da proteína C7, expondo um sítio hidrofóbico que permite a inserção do complexo (C7, mais precisamente) na bicamada fosfolipídica do patógeno.

## Polimerização: C8-C9
Sítios hidrofóbicos semelhantes em C8 e C9 são expostos quanto eles se ligam ao complexo, inserindo-se também na membrana.
C8 é um complexo feito de 2 proteínas C8-beta e C8 alfa-gama.
C8 alfa-gama possui a camada hidrofóbica inserida na bicamada. C8 alfa-gama induz a polimerização de 10-16 moléculas de C9 em uma estrutura formadora de poro conhecida como o complexo de ataque à membrana.
- Ele possui uma face hidrofóbica externa, permitindo associação com a bicamada lipídica.

- Ele possui uma face hidrofílica  interna, permitindo a passagem de água e pequenos solutos.

## Inibição
CD59 age inibindo o complexo. Essa proteína protege as células do indivíduo do MAC.
Uma condição rara chamada hemoglubinúria paroxismal noturna, resulta em hemácias que não possuem CD59. Essas células podem ser, então, lisadas pelo MAC.